# Il Prometeo polacco
Il Prometeo polacco (Le Prométhée polonais) è un dipinto allegorico realizzato nel 1831 dal pittore francese Horace Vernet, influenzato dalla rivolta di novembre della Polonia contro il dominio dell'impero russo. Il quadro venne donato nel 1950 da Louise de Saint-Maurice alla biblioteca polacca di Parigi, dove è conservato.

## Descrizione
Questo dipinto a olio su tela di 35 centimetri per 45 rappresenta un soldato polacco morto, con l'uniforme bianca, disteso per terra; il sangue che cola dalla sua fronte e la punta della sciabola rotta che tiene nella mano destra richiamano la resistenza feroce dei polacchi; sul suo torso si trova un'enorme aquila nera, dalle ali spiegate e con gli artigli ben visibili: l'aquila è l'emblema degli imperatori della Russia e porta la collana dell'ordine di Sant'Andrea, l'ordine più importante dell'impero russo.
Lo sfondo del quadro è diviso in due parti: a sinistra, nel fumo degli incendi, una donna fugge da un cavaliere dell'armata russa; a destra, sotto un cielo blu chiaro, sono abbozzati dei cavalieri dell'esercito polacco.
Horace Vernet, un pittore specializzato nei soggetti militari e nella pittura di guerra, era vicino agli ambienti liberali francesi che sostennero l'insurrezione polacca del 1830-1831. La composizione e il tema di questo dipinto si riferiscono al mito greco antico di Prometeo: Prometeo ebbe un ruolo importante nella ricerca di un ideale di emancipazione nella letteratura e nell'arte polacche. Il quadro richiama l'episodio tragico della caduta della Polonia, ma con un messaggio che porta la speranza: secondo il mito, Prometeo venne incatenato ma in seguito venne liberato da Eracle.